# Tacuarembó (departamento)
Tacuarembó é o maior departamento do Uruguai, sua capital é a cidade de Tacuarembó. Está localizado na zona centro-norte do país.
Foi criado por lei do ano de 1837, no governo do general Manuel Oribe.

## Geografia
Tacuarembó possui área total de 15.438 km², correspondente a 8,76% da área total do Uruguai. O relevo abrange a Coxilha de Haedo.
Compreende a bacia do rio Tacuarembó. Outro rio de destaque é o rio Negro.
Clima quente e chuvoso.

### Limites
- Rivera a nordeste;
- Salto a noroeste;
- Paysandú a oeste;
- Río Negro a sudoeste;
- Durazno ao sul;
- Cerro Largo a leste.

## Economia
As principais atividades econômicas são a pecuária (bovino e ovino), o cultivo de arroz e a silvicultura.
Principais indústrias: madeireira, alimentícia (óleo, arroz, carne) e do tabaco.
Possui uma usina hidrelétrica em Rincón del Bonete.
Em seu território se encontram basalto e arenito, em uma paisagem de prados e colinas. Os arenitos fazem com que a água pluvial penetre a leste da Coxilha de Haedo e flua por debaixo da formação basáltica até o oeste do território uruguaio, alcançando, na região próxima ao rio Uruguai, os 1.500 metros de profundidade, sendo esta a origem das numerosas termas existentes.

## Origem etimológica
Segundo o professor argentino Carlos McGough, Tacuarembó faz referência a palavra "taquara" (Guadua trinii), derivada do guarani itá cuará (itá, pedra, cuará, buraco - por ser oco). Outra versão sobre a origem do nome, está vinculada ao vocábulo guarani utilizado para denominar os "brotos de tacuara". Numerosos são os toponímicos de origem guarani neste departamento: Iporá ("água doce"), Batoví, Caraguatá, Yaguarí, etc.

## População e demografia
De acordo com o censo de 2004, a população do departamento era de 90.489 habitantes, correspondente a 2,79% da população do país. Para cada 100 mulheres existiam 99,5 homens.
- Taxa de crescimento populacional: -0,029% (2004)
- Taxa de natalidade: 18,36 nascimentos/1.000 habitantes (2004)
- Taxa de mortalidade: 9,00 mortes/1.000 habitantes (2004)
- Idade média: 29,7 anos (28,3 homens, 31,1 mulheres)
- Expectativa de vida ao nascer:
  - Poputação total: 74,35 anos
  - Homens: 70,33 anos
  - Mulheres: 78,52 anos
- Número médio de filhos por mulher: 2,75

### Principais centros urbanos
A cidade principal é a capital, Tacuarembó, cujo processo de fundação se iniciou no ano de 1832. Se seguem em importância Paso de los Toros, San Gregorio de Polanco e Villa Ansina.
Cidades e povoados com população de 1.000 habitantes ou mais, segundo o censo de 2004:
| Cidade/povoado          | População |
| ----------------------- | --------- |
| Villa Ansina            | 2.790     |
| Curtina                 | 1.029     |
| Paso de los Toros       | 13.231    |
| San Gregorio de Polanco | 3.673     |
| Tacuarembó              | 51.224    |